# Zsurlófélék
A zsurlófélék (Equisetaceae) a harasztok (Pteridophyta) törzsébe tartozó zsurlók (Equisetopsida) osztályának egyetlen recens családja.
Egyetlen élő nemzetsége az Equisetum, amelybe mintegy húsz fajt sorolnak. A szintén ide sorolt, a mezozoikumban élt fajokat tartalmazó Equisetites nemzetség egy úgynevezett szemétkosár-taxon, szinte bizonyosan parafiletikus.
A faj legismertebb egyede a mezei zsurló.